# Stanko Hondl
Stanko Hondl (Zágráb, 1873. október 22. – Zágráb, 1971. április 16.), horvát fizikus, akadémikus, egyetemi tanár, a Zágrábi Egyetem rektora.

## Élete
A zágrábi Klasszikus Gimnáziumban érettségizett 1891-ben. A Zágrábi Egyetem bölcsészkarán 1895-ben matematikából és fizikából szerzett diplomát, majd 1898-ban doktorált. Ezt követően Göttingenben és Berlinben tartózkodott, ahol Max Planck előadásait hallgatta és részt vett szemináriumán. Ezután középiskolai tanárként dolgozott Vinkovcében és Zágrábban. Magánasszisztensként habilitált, és az 1902/03-as tanévben a Zágrábi Egyetemen kezdett előadásokat tartani. 1911-től a Bölcsészeti Kar docense, 1915/16-tól rendes tanára. 1911-től 1946-ig a Fizikai Kabinet (később Fizikai Intézet) vezetője, 1919/20-ben és 1932/33-ban a kar dékánja volt.  A Fizikai Intézet építésének (1914-ben az első világháború miatt nem épülhetett meg, 1927-ben újból építési engedélyt kapott, de csak 1937-ben készült el az épület a Marulić téren) és az Atomfizikai Laboratórium létrehozásának (1943) egyetemi felelőse, 1936/38-ban az egyetem rektora, majd a következő évben rektorhelyettese volt. 1925-től a Jugoszláv Tudományos és Művészeti Akadémia tagja, 1933 és 1942 között alelnöke. 1934 és 1936 között a Horvát Természettudományi Társaság elnöke, a Csillagászati Szekció vezetője, a Középiskolai Professzorok Társaságának alelnöke. 1907 és 1911 között a Nastavnog vjesnik pedagógiai szakfolyóirat társszerkesztője. Túlélte a második világháborút és a háború utáni kommunista tisztogatásokat. 1945-ben azonnal nyugdíjba vonult. Úgy tűnik, a további tudományos munkától eltiltották, mert a következő évtizedekben nem szerepelt a neve a lapokban és szakmai cikkekben. Akadémia tagságát érvénytelenítették. 97 éves korában, az egyetem történetének legidősebb professzoraként hunyt el 1971. április 9-én.

## Munkássága
Foglalkozott elméleti és kísérleti fizikával, valamint fizikatörténettel és tudományfilozófiai kérdésekkel. Markantun de Dominisról és Ruđer Boškovićról szóló munkái fontosak a fizika történetében. 1922-ben írt egy terjedelmes középiskolai fizika tankönyvet a gimnázium felső tagozatai számára. A Népi egyetemen tartott, kísérletekkel egybekötött előadásai, valamint a „Priroda” folyóiratban megjelent cikkei hozzájárultak a tudomány népszerűsítéséhez.